# Aberginianie
Aberginianie – termin używany przez pierwszych białych osadników kolonii Massachusetts w odniesieniu do miejscowych Indian. Byli to prawdopodobnie członkowie wymarłego szczepu Wippanap z plemienia Abenaków. Termin ten jest być może spaczoną formą nazwy aborygeni używanej przez Europejczyków w odniesieniu do ludów tubylczych na innych kontynentach.